# Área de conservación privada Paraje Capiro Llaylla
El Área de conservación privada Paraje Capiro Llaylla es un área protegida en el Perú que tiene una extensión de 350,18 has.Está ubicado en el distrito de Llaylla, provincia de Satipo de la región Junín. Fue reconocido mediante Resolución Ministerial n.º 177-2021-MINAM. 

## Historia
El ACP Paraje Capiro Llaylla es la tercera reconocida en la región de Junín por un periodo de 20 años en la propiedad privada de Jhordyn Tolentino Avellaneda Medina. En el área se establece y conserva una muestra representativa de bosques montanos de yungas que oscilan entre los 1500 a 2015 m.s.n.m, se encuentran distintos pisos altitudinales que originan complejas estructuras boscosas de dosel alto, bajo y achaparrados con pajonales que originan a las corrientes emergentes del río Challhuamayo. 

## Flora
Se encuentran múltiples especies de flora silvestre, incluyendo orquídeas, palmeras, helechos arborescentes, musgos, líquenes, brómelias, lianas y hasta 10 especies forestales de relevancia comercial como cedro del bajo, cumala y el ulcumano.

## Fauna
Alberga una diversidad de especies de mamíferos, aves, reptiles y anfibios, los cuales son señales de la buena conservación de los bosques de esta zona. Entre estos se encuentran el oso de anteojos, otorongo, puma, sajino y gallito de las rocas.